# Albert C. Howard
Albert Crawford Howard (* 29. Februar 1828 in Cranston, Rhode Island; † 3. Juli 1910 in Atlanta, Georgia) war ein US-amerikanischer Politiker. Zwischen 1877 und 1880 war er Vizegouverneur des Bundesstaates Rhode Island.

## Werdegang
Albert Howard war der jüngere Bruder von Henry Howard (1826–1905) der zwischen 1873 und 1875 Gouverneur von Rhode Island war. Über sein Leben und Wirken geben die Quellen nicht viel Aufschluss. Er verbrachte die meiste Zeit seines Lebens im Providence County in Rhode Island, wo er im Handel und in der Politik engagiert war. Während des Bürgerkrieges diente er als Hauptmann im Heer der Union. Politisch gehörte er der Prohibition Party an.
1877 wurde Howard an der Seite des Republikaners Charles C. Van Zandt zum Vizegouverneur von Rhode Island gewählt. Dieses Amt bekleidete er zwischen 1877 und 1880. Dabei war er Stellvertreter des Gouverneurs und Vorsitzender des Staatssenats. Nach seiner Zeit als Vizegouverneur ist er politisch nicht mehr in Erscheinung getreten. Albert Howard verbrachte seinen Lebensabend in Atlanta, wo er am 3. Juli 1910 verstarb. Er fand seine letzte Ruhe in Providence. Howard war zwei Mal verheiratet und hatte drei Kinder.